# Jede Menge Ärger – Big Trouble
Jede Menge Ärger – Big Trouble ist Dave Barrys erster Roman. Er erschien 1999 unter dem Originaltitel Big Trouble; 2001 dann in deutscher Übersetzung bei Lübbe. Im selben Jahr wurde eine Verfilmung des Romans, u. a. mit Tim Allen, unter dem Titel Jede Menge Ärger veröffentlicht.
Er gilt als Krimikomödie, wird jedoch von Dave Barry selbst dem „In-Florida-wimmelt-es-nur-so-von-Verrückten-Genre“ zugeordnet, wie der Roman im Vorwort bezeichnet wurde.

## Handlung
Die Story besteht aus mehreren Handlungssträngen, die sich gegen Ende immer mehr ineinander verweben. Der Autor schafft Figuren, die teilweise in starkem Kontrast zueinander stehen.
Da wären unter anderem:
- Puggy, ein freundlicher Obdachloser, der sich auf der Suche nach einer Unterkunft nach Miami verirrt, wo er in zwielichtige Geschäfte gerät;
- der Werbetexter Eliot, der in schwerer Finanz- und Auftragsnot steckt;
- sein Sohn Matt;
- Arthur Herk, ein Millionär, der sein Geld mit vielerlei Betrugsarten verdient;
- seine Frau Anna, die unter ihrem herrischen Ehemann leidet;
- ihre Tochter Jenny, die ebenfalls vom Stiefvater tyrannisiert wird;
- Nina, das Hausmädchen der Herks, mit einem Herz aus Gold;
- Leonard und sein Kumpan Henry, zwei Auftragskiller aus New York;
- die Polizeibeamten Monica Ramirez und Walther Kramitz;
- John und Leo, die Besitzer des „Jolly Jackal“ einer herunter gekommenen Kneipe;
- Snake und Eddie, zwei Kleinkriminelle, die reich werden wollen;
- eine giftige Kröte, die auf der Veranda der Herks ihr Unwesen treibt und
- eine Bombe im Koffer.

Der Beginn ist sehr ruhig, die Figuren leiden an allzu alltäglichen Problemen: Liebeskummer, Geldsorgen usw.
In Miami scheint auf den ersten Blick alles friedlich zu sein. Aber der Schein trügt: In einer Bar wandern nicht nur „Biere über den Ladentisch“, sondern „eher schwere Waffen“, eine „betrügerische Baufirma pfuscht“ wo sie nur kann, zahlreiche „exotische Tiere bahnen sich ihren Weg durch die Stadt“ und auch sonst scheint es „in Miami von Verrückten nur so zu wimmeln“ (Zitate aus dem Buch).
Schon bald überschlagen sich die Ereignisse: Eine Kugel schlägt in die Wohnzimmerwand des herkschen Anwesens ein, während ein anscheinend Irrer mit einem kleinen Gewehr über die Terrasse eilt. Puggy ringt mitten in der Nacht mit einem bewaffneten Fremden, bevor ihm eine schöne Frau in die Arme rennt. Ein Polizist mit zerrissener Uniform versucht, auf der Straße einen Wagen anzuhalten – während ein dickerer, äußerst verwirrter Mann an ihn gekettet ist.
Zum Showdown lässt Dave Barry alle wichtigen Figuren noch einmal am Miami Airport auffahren. Dort fällt die „Entscheidung im Kampf zwischen Gut und Böse“ (Zitat von Dave Barry aus dem Miami Herald). Gier wird dem Bösen zum Todesurteil.

## Nachwort
Im Nachwort lässt Dave Barry die Ereignisse des Buches Revue passieren und berichtet aus der Sicht eines Zeitungsreporters. Erst aus neutraler Position betrachtet, wird deutlich, wie grotesk die Geschehnisse des Buches eigentlich sind. Dazu präsentiert er die weiteren Verläufe der Geschichte und welche Einflüsse sie auf das Leben der Beteiligten hatten.

## Schreibstil und Wissenswertes
Dave Barry gilt bei einigen Menschen als ein sehr eigenwilliger Schriftsteller.
Es kommt im Buch immer wieder zu Wechseln zwischen ruhigen und „spannungsgeladenen“ Sequenzen, was aus dem seltsamen, teilweise grotesken Verhalten seiner Figuren resultiert, die „typische Miamianer“ sind. Auf Figuren, die von außerhalb stammen, wirkt dieses Verhalten oft unverständlich.
Ebenso springt er immer wieder an actionreicheren Stellen zwischen den Handlungssträngen hin und her, so dass man die Geschehnisse aus den Sichtweisen verschiedener Personen vorgeführt bekommt.
Doch gerade diese „unkonventionelle Art“, so Newsweek, macht ihn auch bei vielen beliebt, weswegen er bereits mit dem Pulitzerpreis ausgezeichnet wurde.
Kurz vor Veröffentlichung des Buches in den USA bat der Bürgermeister von Miami Dave Barry, den Schauplatz des Buches aus der Stadt zu verlegen. Er befürchtete, in den restlichen USA werde man „uns sonst für totale Verrückte“ halten und Miami „als Urlaubsort meiden“, sagte er später in einem Gespräch mit einem Reporter des Miami Herold. Letztlich zog der Bürgermeister seine Bitte zurück, da Dave Barry bereits in früheren Büchern und Kolumnen Witze über Florida machte, aber auch immer wieder die Schönheit und Freundlichkeit dieses Staates angepriesen hatte.
Es kam zu keinen solcher Änderungen. Trotz des Buches, oder vielleicht gerade deswegen, brachen die Touristenzahlen nicht ein.

## Intention des Verfassers
Dave Barry sagte 2002 selbst: „Wenn ihr in Florida seid, seid auf der Hut. Hier lauert an jeder Ecke ein Verrückter“. Die Ideen für sein Buch, so sagte er, fand er im „alltäglichen Leben“ in Florida: die „Schießereien auf offener Straße“, „immer wieder vom Himmel fallenden Drogenpakete“ und nicht zuletzt die „absolute Tölpelhaftigkeit der amerikanischen Regierung“.